# Osiecznica (Krosno Odrzańskie)
Osiecznica (deutsch Güntersberg) ist ein Ort in der Landgemeinde Krosno Odrzańskie in der Woiwodschaft Lebus in Polen. 2006 lebten dort 1000 Einwohner.

## Geographische Lage
Osiecznica liegt am Zufluss der Biele in die Oder. Es befindet sich 4 Kilometer nordwestlich von Krosno Odrzańskie an der Straße von Krosno nach Frankfurt/Oder.

## Geschichte
1202 übergab Herzog Heinrich I. von Schlesien den Ort Osetnice an das Zisterzienserkloster Leubus. Aus diesem gingen die Orte Güntersberg und Münchsberg hervor.
1231 wurde die Kirche von Güntersberg geweiht. Der Hof (curia) entwickelte sich zum Mittelpunkt einer Grangienwirtschaft und einer Propstei des Klosters im Crossener Land.
Kurz vor 1530 gab das Kloster den Besitz dieses Komplexes auf.
Im 19. Jahrhundert lag Güntersberg im Kreis Crossen in der Neumark in Brandenburg. 1933 lebten dort 1253 Einwohner, 1939 1334.
1945 kam der Ort zu Polen.

## Sehenswürdigkeiten
- Kirche St. Peter und Paul, 1816 nach Plänen von Karl Friedrich Schinkel als Fachwerkkirche mit je einem Turm auf der West- und Ostseite errichtet[5][6]
- Herrenhaus, um 1850, von Rittergutsbesitzer von Manteuffel